# شهر بی‌دفاع

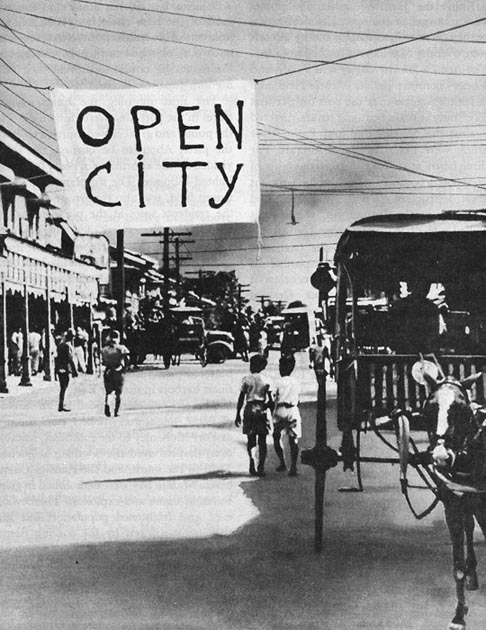
مانیل در دسامبر ۱۹۴۱ به عنوان یک شهر بی‌دفاع اعلام شد تا از نابودی آن در هنگام حمله امپراتوری ژاپن به مشترک‌المنافع فیلیپین (نبرد فیلیپین) جلوگیری شود.

در هنگام جنگ، شهر بی‌دفاع به منطقه‌ای مسکونی در شرف تصرف از سوی دشمنان گفته می‌شود که برای جلوگیری از نابود شدن اعلام کرده‌است تلاشی برای دفاع از خود نمی‌کند. هنگامی که یک شهر خود را یک شهر بی‌دفاع اعلام می‌کند ، انتظار می‌رود که ارتش مخالف به جای نابودی، شهر را به شکل مسالمت‌آمیز اشغال کند. هدف این مفهوم حفاظت از غیرنظامیان و نشانه‌های فرهنگی شهر در برابر نبردی است که ممکن است بی فایده باشد.
نیروهای حمله کننده اما همیشه به اعلام «شهر بی‌دفاع» احترام نمی‌گذارند. گاه، نیروهای دفاعی نیز از آن به عنوان یک تاکتیک سیاسی استفاده می‌کنند. در برخی موارد، اعلام «بی‌دفاع بودن» یک شهر توسط طرفی که در آستانه شکست و تسلیم است، انجام می‌شود. در موارد دیگر، کسانی که چنین اعلامیه‌ای می‌دهند مایل و قادر به جنگ هستند، اما ترجیح می‌دهند که شهر مورد نظر از نابودی در امان بماند.
بنا بر پروتکل یک کنوانسیون ژنو، برای طرف حمله کننده «حمله به مکان‌های بی‌دفاع به هر وجهی» ممنوع است.

## نمونه‌ها
چندین شهر در جریان جنگ جهانی دوم به عنوان شهرهای بی‌دفاع اعلام شدند:
- کراکوف پس از آنکه لشکر ششم پیاده‌نظام لهستان با دور زدن شهر به منظور تنظیم خطوط دفاعی جدید در هنگام حمله آلمان به لهستان به جنگل نیپووومیتسه در نزدیکی شهر رفت، بی‌دفاع ماند. این امر باعث شد که شهردار کراکوف در ۵ سپتامبر ۱۹۳۹ آن را شهری بی‌دفاع اعلام کند. ارتش آلمان روز بعد وارد این شهر شد.[۳]
- در جریان نبرد بلژیک در سال ۱۹۴۰، بروکسل توسط دولت بلژیک به عنوان شهری بی‌دفاع اعلام و بعدها توسط آلمانی‌ها اشغال شد.[۴]
- در ژوئن ۱۹۴۰ در جریان نبرد فرانسه، پاریس توسط حکومت فرانسه به عنوان یک شهر بی‌دفاع اعلام شد.[۵][۶]
- بلگراد در آوریل ۱۹۴۱ توسط پادشاهی یوگسلاوی، درست پیش از حمله به یوگسلاوی، بی‌دفاع اعلام شد. ورماخت آلمان به وضعیت بی‌دفاع شهر احترام نگذاشت و شهر را بمباران شدیدی کرد.[۷]
- در ۲۶ ژانویه ۱۹۴۱، مانیل در هنگام حمله ژاپن به فیلیپین توسط ژنرال آمریکایی داگلاس مک‌آرتور یک شهر بی‌دفاع اعلام شد.[۸] نیروی زمینی امپراتوری ژاپن بیانیه را نادیده گرفت و شهر را بمباران کرد.[۹] با این حال، نیروهای مسلح ایالات متحده در زمان بمباران هنوز از شهر برای اهداف لجستیکی استفاده می‌کردند.[۱۰]
- پس از تخلیه واحدهای باقیمانده ارتش پادشاهی هند شرقی هلند، باتاویا در ۵ مارس ۱۹۴۲ به عنوان یک شهر بی‌دفاع اعلام شد. ژاپنی‌ها روز بعد شهر را اشغال کردند.[۱۱]
- پس از توقف بمباران توسط متفقین، رم در ۱۴ اوت ۱۹۴۳ توسط دولت ایتالیا بی‌دفاع اعلام شد.[۱۲][۱۳] از این روی، نیروهای متفقین در ژوئن ۱۹۴۴ وارد رم شدند و نیروهای آلمانی در حال عقب‌نشینی نیز شهرهای فلورانس و کیتی را در ۲۴ مارس ۱۹۴۴ «شهرهای بی‌دفاع» اعلام کردند.[۱۳]
- در ۱۱ اکتبر ۱۹۴۴، آتن توسط آلمانی‌ها به عنوان یک شهر بی‌دفاع اعلام شد.[۱۴]

، هامبورگ در ۳ مه ۱۹۴۵ توسط آلمانی‌ها بی‌دفاع اعلام شد و بلافاصله توسط ارتش بریتانیا اشغال شد.